# Carlo Pellegrini (caricaturista)
Carlo Pellegrini, noto anche con lo pseudonimo di Ape (Napoli, 25 marzo 1839 – Londra, 22 gennaio 1889), è stato un pittore italiano.
Dal 1869 al 1889 fu il primo caricaturista di Vanity Fair, la rivista dell'élite londinese. Il tipo di 'ritratto caricato' che Pellegrini creò divenne il segno distintivo della rivista e col tempo considerato addirittura un'istituzione inglese.

## Biografia

### Primi anni

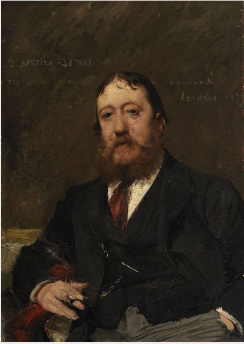
Ritratto di Carlo Pellegrini, 1879, Jules Bastien-Lepage, National Gallery of Ireland, Dublino

Nacque in una famiglia di nobile lignaggio: il padre Pompeo Pellegrini, di famiglia nobile capuana, la madre Maria Serafina, Francesca Luisa Raffaela Anna de' Medici dei principi di Ottajano, discendeva dalla famiglia Medici.
Pellegrini fu educato presso il Collegio dei Barnabiti e successivamente in quello di Sant'Antonio a Maddaloni, vicino a Caserta. Da giovane iniziò a far vignette sugli appartenenti alla società napoletana, rifacendosi nello stile ai ritratti di Daumier e di altri artisti francesi e inglesi del periodo. Pellegrini sosteneva di aver combattuto agli ordini di Garibaldi; tuttavia, per chi lo conosceva bene erano tutte fantasie. Nel 1864 decise di lasciare l'Italia dopo una serie di crisi personali, compresa la morte della sorella, e si diresse in Inghilterra via Svizzera e Francia. Pellegrini giunse a Londra nel novembre del 1864; in seguito sostenne di essere arrivato in pessime condizioni, avendo dormito per strada e negli ingressi dei portoni. Comunque, anche queste affermazioni possono ben essere delle fantasie per presentarsi in pubblico come un artista della Bohème. A Londra divenne amico del Principe di Galles.

### Gli anni a 'Vanity Fair'

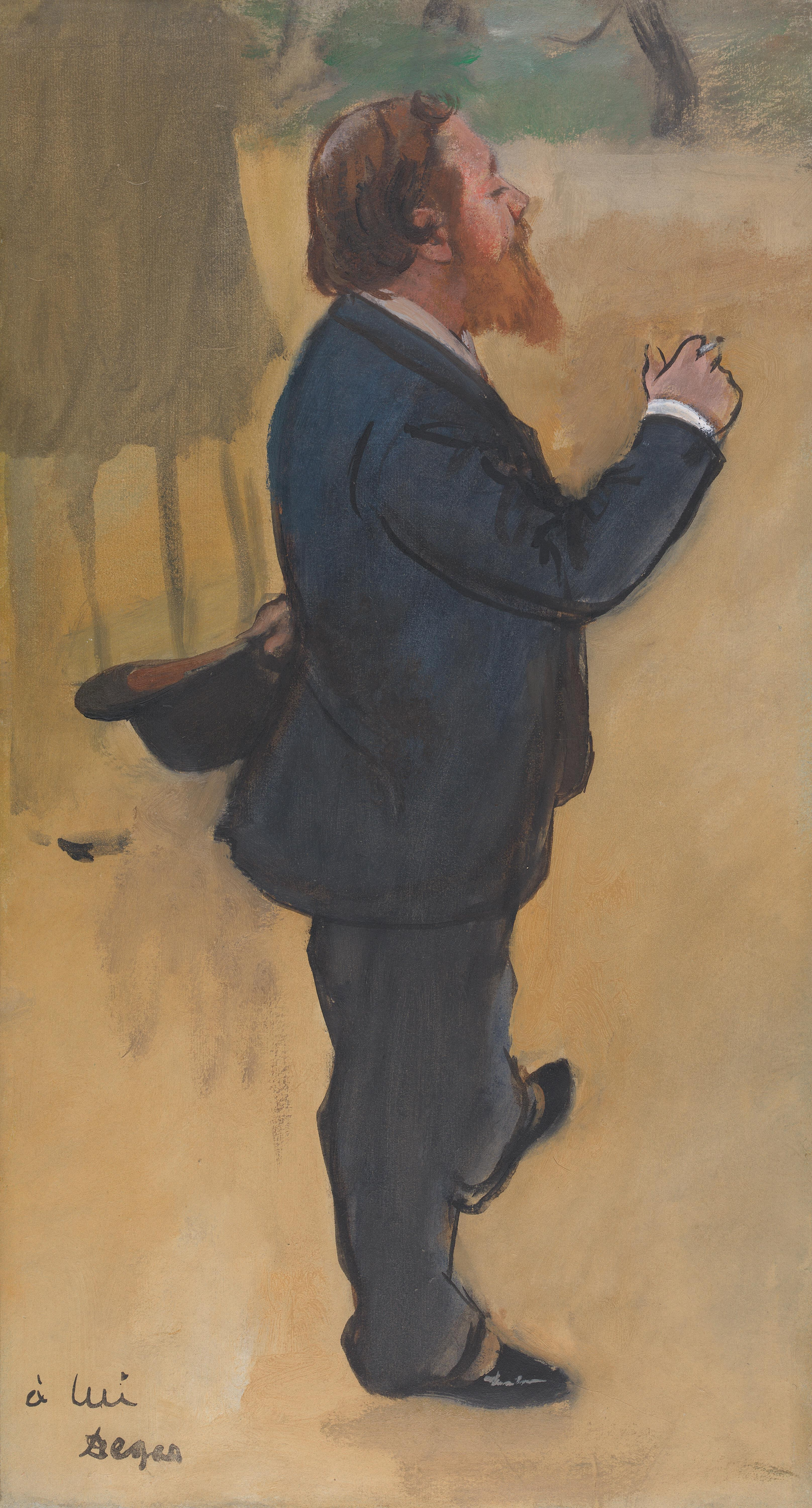
Pellegrini ritratto da Degas, 1876, National Gallery, Londra

Non c'è traccia del come Pellegrini abbia conosciuto Thomas Gibson Bowles, il proprietario della rivista Vanity Fair, ma ben presto si trovò impiegato nella redazione della rivista diventandone il primo caricaturista, all'inizio firmava i suoi lavori con lo pseudonimo di francese 'Singe' (=scimmia), mutandolo poi nel più noto inglese 'Ape' (=scimmia). Le opere di Pellegrini per la rivista coprono un ventennio dal gennaio 1869 ad aprile 1889. La sua caricatura di Benjamin Disraeli fu la prima litografia a colori a comparire su Vanity Fair e riscosse un grande successo. Anche se la caricature successive fatte per Vanity Fair da Sir Leslie Ward sono ancor oggi più note, quelle di 'Ape' sono coinsiderate da molti collezionisti superiori sia artisticamente sia tecnicamente parlando. Oltre a disegnare caricature per la rivista, Pellegrini cercò di presentarsi anche come un ritrattista, ma questa iniziativa incontrò un successo limitato. Nel 1870 Pellegrini incontrò Degas a Londra e lo dipinse in un ritratto firmato con la dedica à vous/Pellegrini. In cambio, Degas dipinse un ritratto di Pellegrini, firmandolo in modo simile.
Pellegrini era socio del Beefsteak Club di Londra e lì incontrò Whistler, che esercitò una grande influenza sul suo stile; Pellegrini tentò anche di dipingere ritratti nello stile di Whistler, ma, come detto in precedenza, questa iniziativa ebbe un successo limitato. Pellegrini fui anche socio del The Arts Club dal 1874 al 1888.
Pellegrini teneva molto al suo aspetto, per esempio indossava sempre ghette bianche su scarpe lucidissime. Si faceva crescere le unghie lunghe come i Mandarini cinesi, non andava mai a piedi se poteva andare a cavallo e narrava spesso storie divertenti o ricorreva a eccentricità. Parlava un inglese sgrammaticato, ostentava la sua omosessualità (a quel tempo era pericoloso farlo) e spesso serviva piatti di maccheroni nelle cene eleganti. Rifiutava inviti in case di campagna per il timore di trovare letti scomodi e aveva l'abitudine di tenere un sigaro in bocca anche quando dormiva.

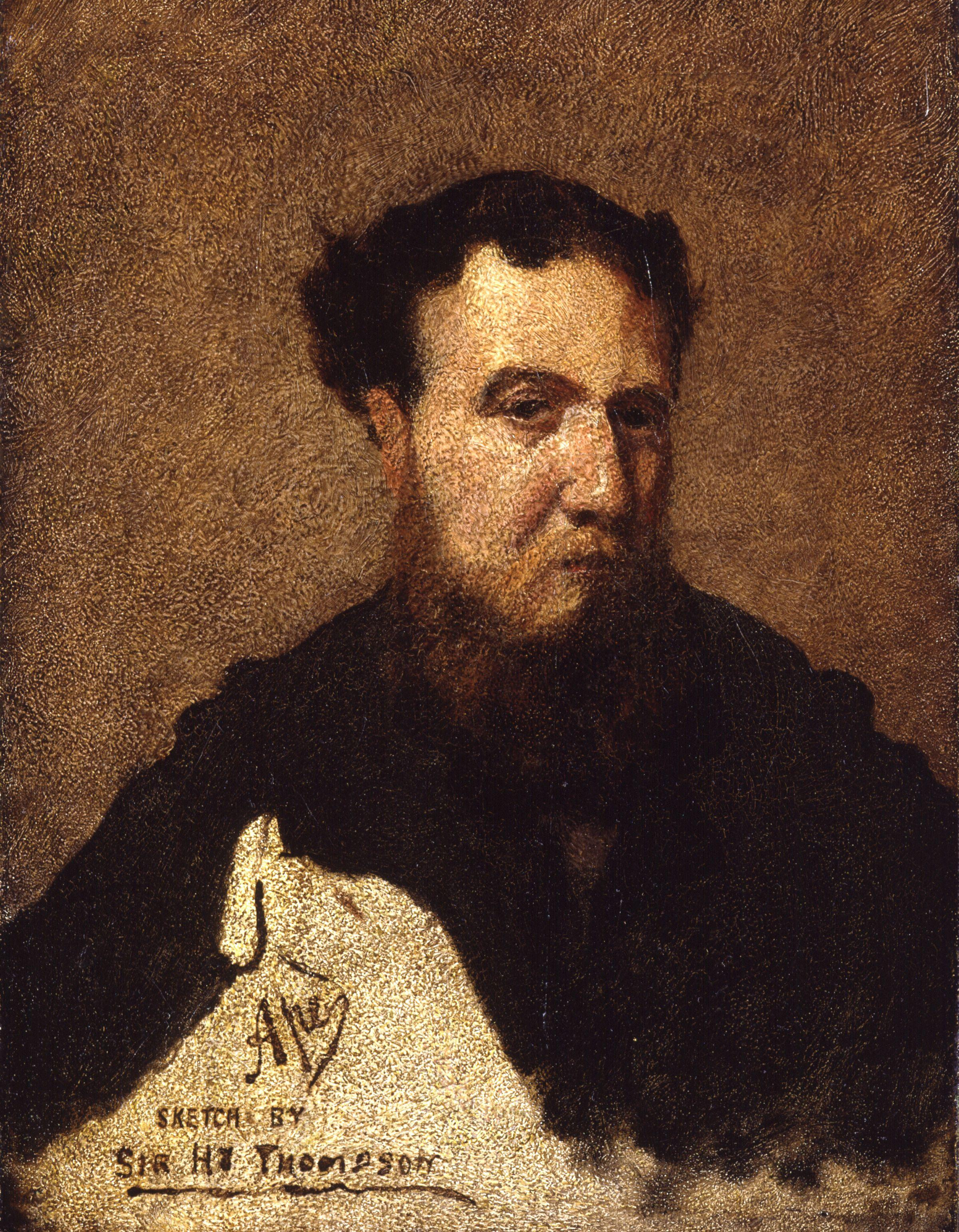
Pellegrini ritratto da Sir Henry Thompson, National Portrait Gallery, Londra

Carlo Pellegrini morì per un'affezione polmonare nella sua casa al 53 di Mortimer Street, vicino a Cavendish Square a Londra. È sepolto nel Saint Mary's Roman Catholic Cemetery, Londra, Inghilterra.

## Galleria d'immagini

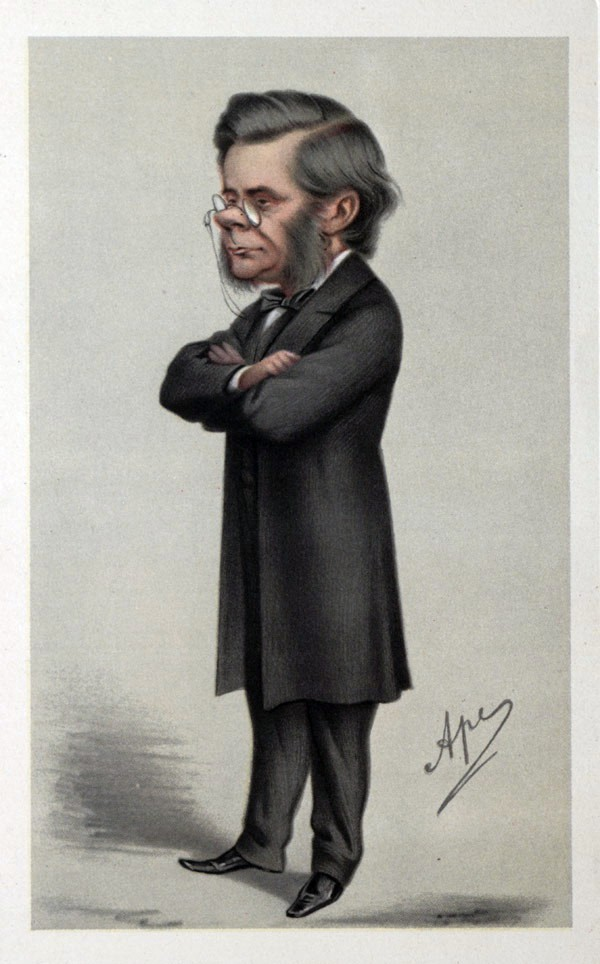
Thomas Henry Huxley
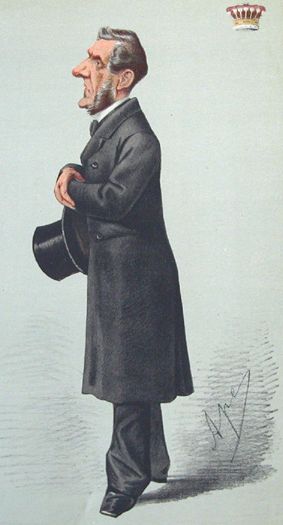
Anthony Ashley-Cooper, VII conte di Shaftesbury
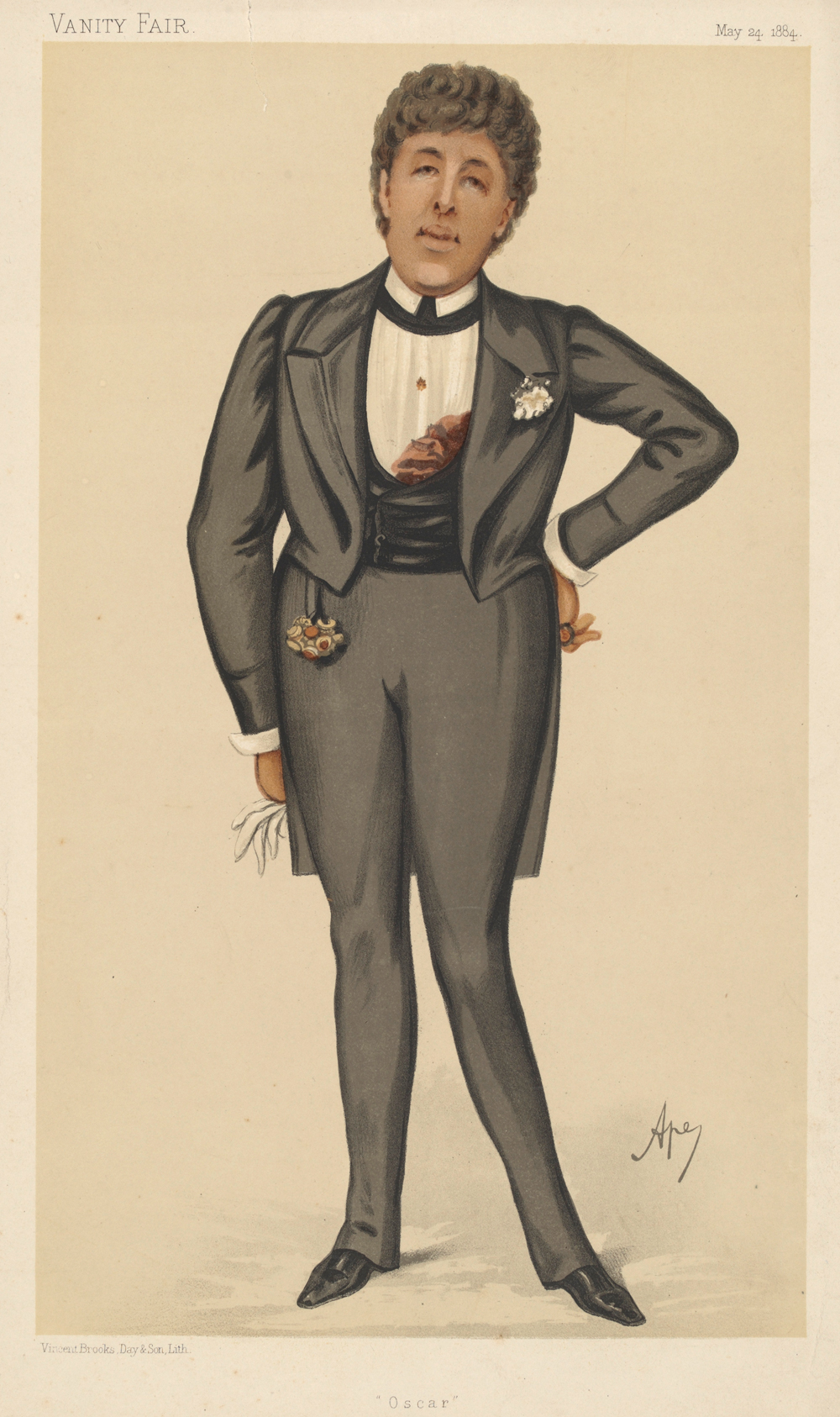
Oscar Wilde
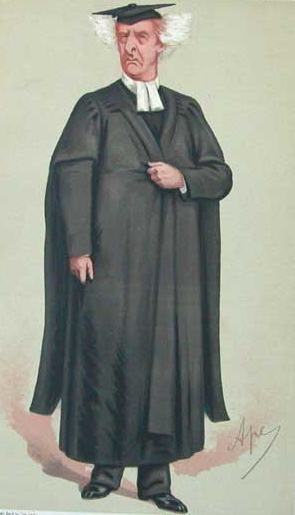
Henry Liddell
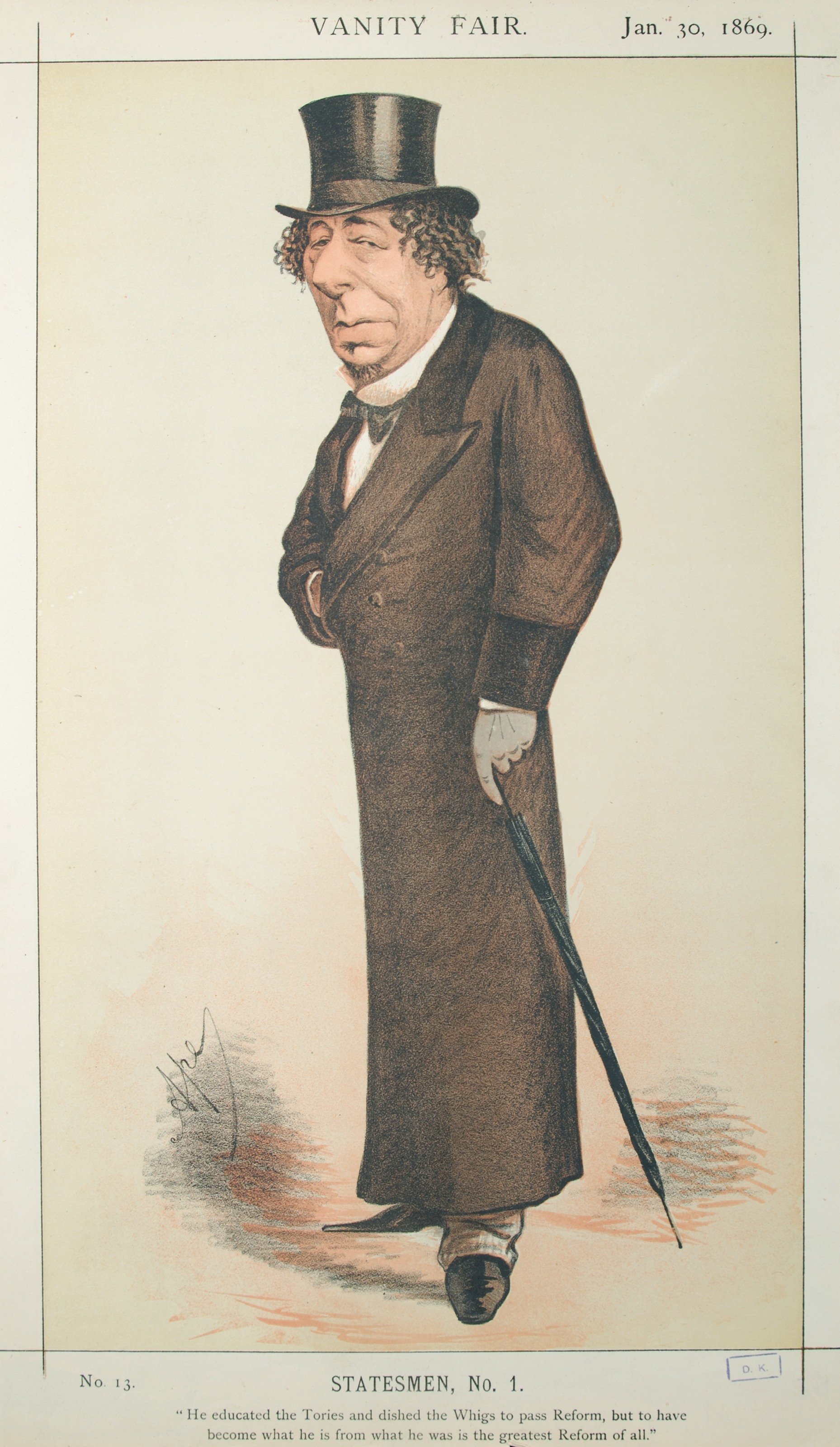
Benjamin Disraeli
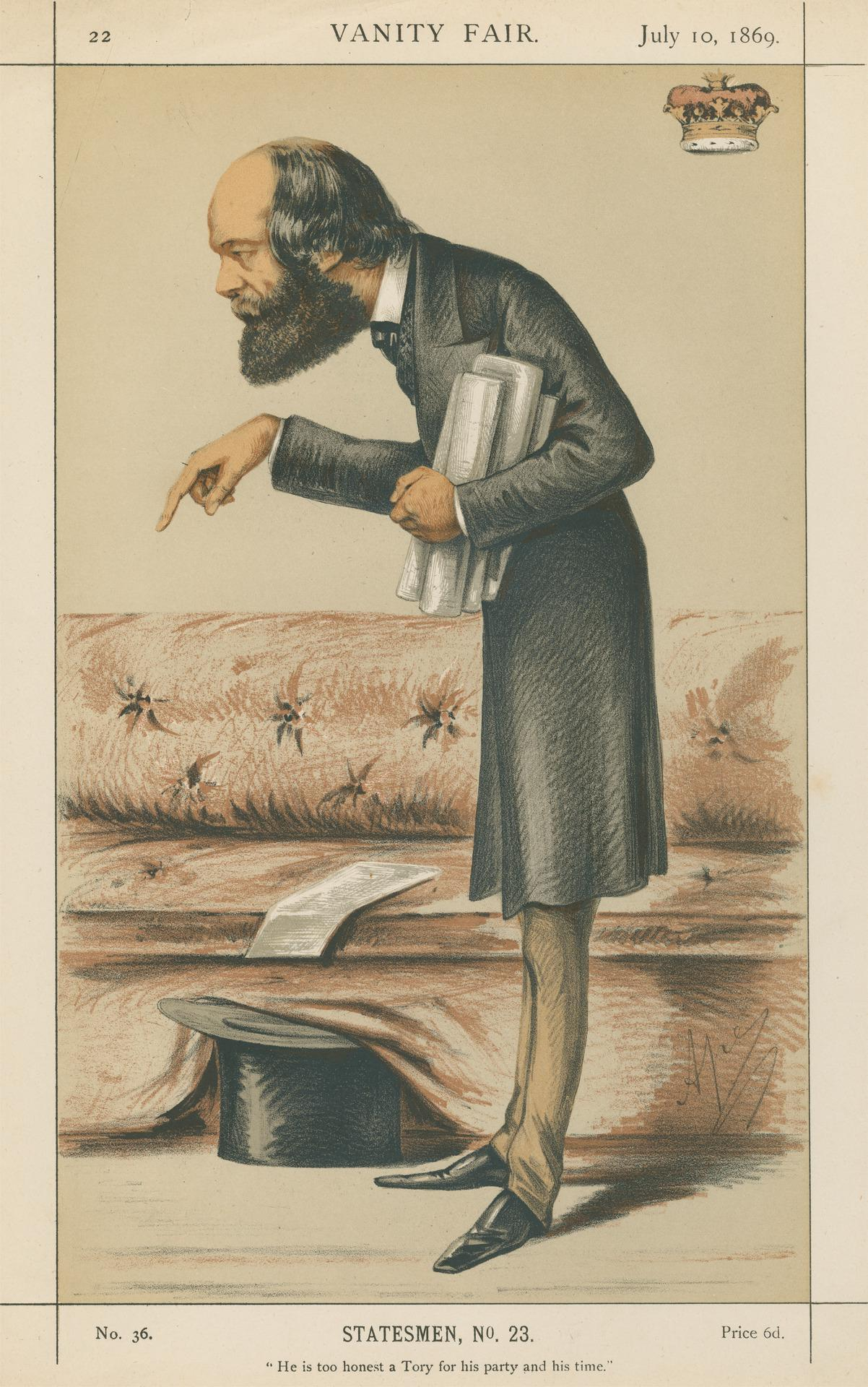
Robert Gascoyne-Cecil, III marchese di Salisbury, Yale Center for British Art, New Haven
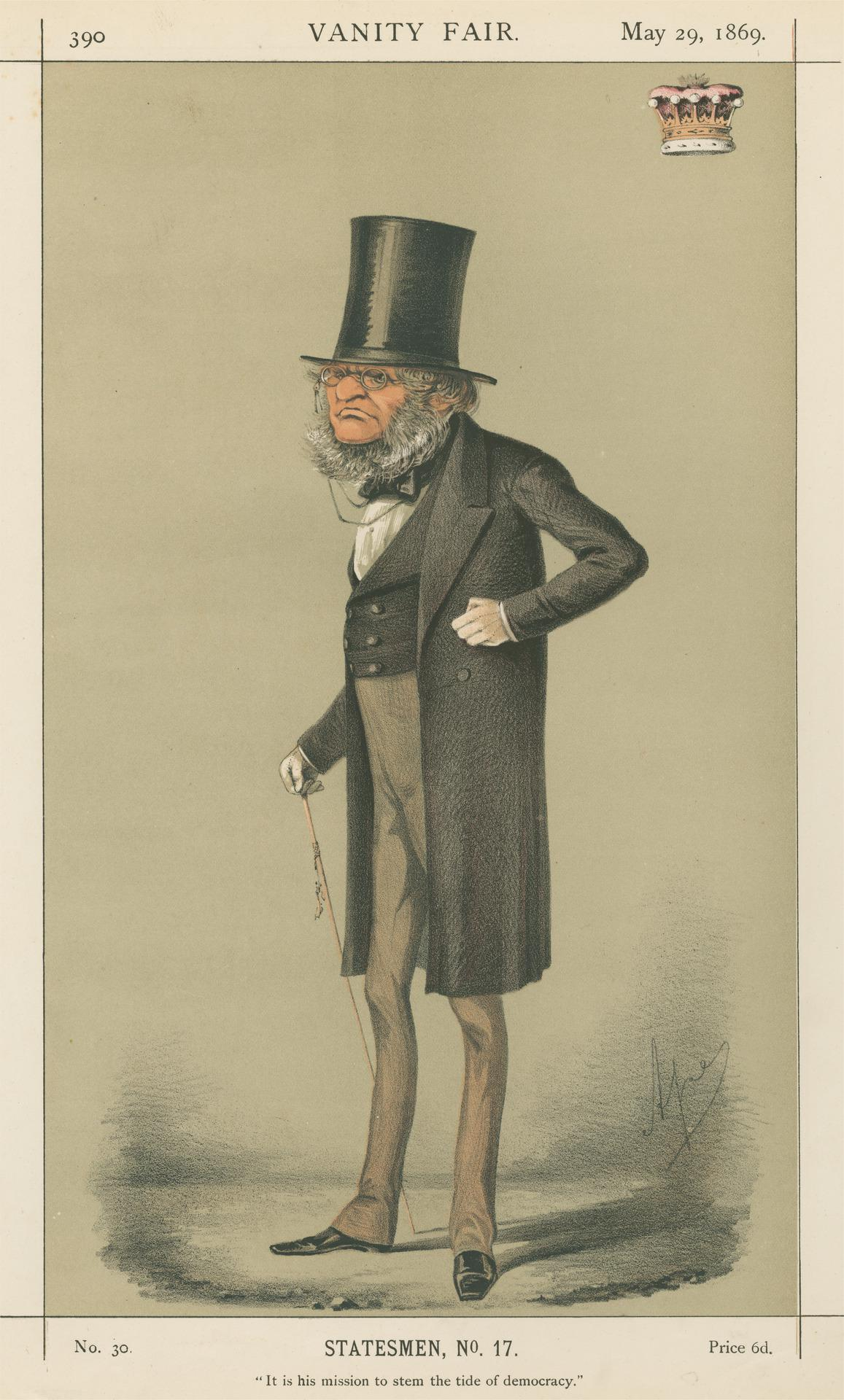
Edward Smith-Stanley, XIV conte di Derby, Yale Center for British Art, New Haven
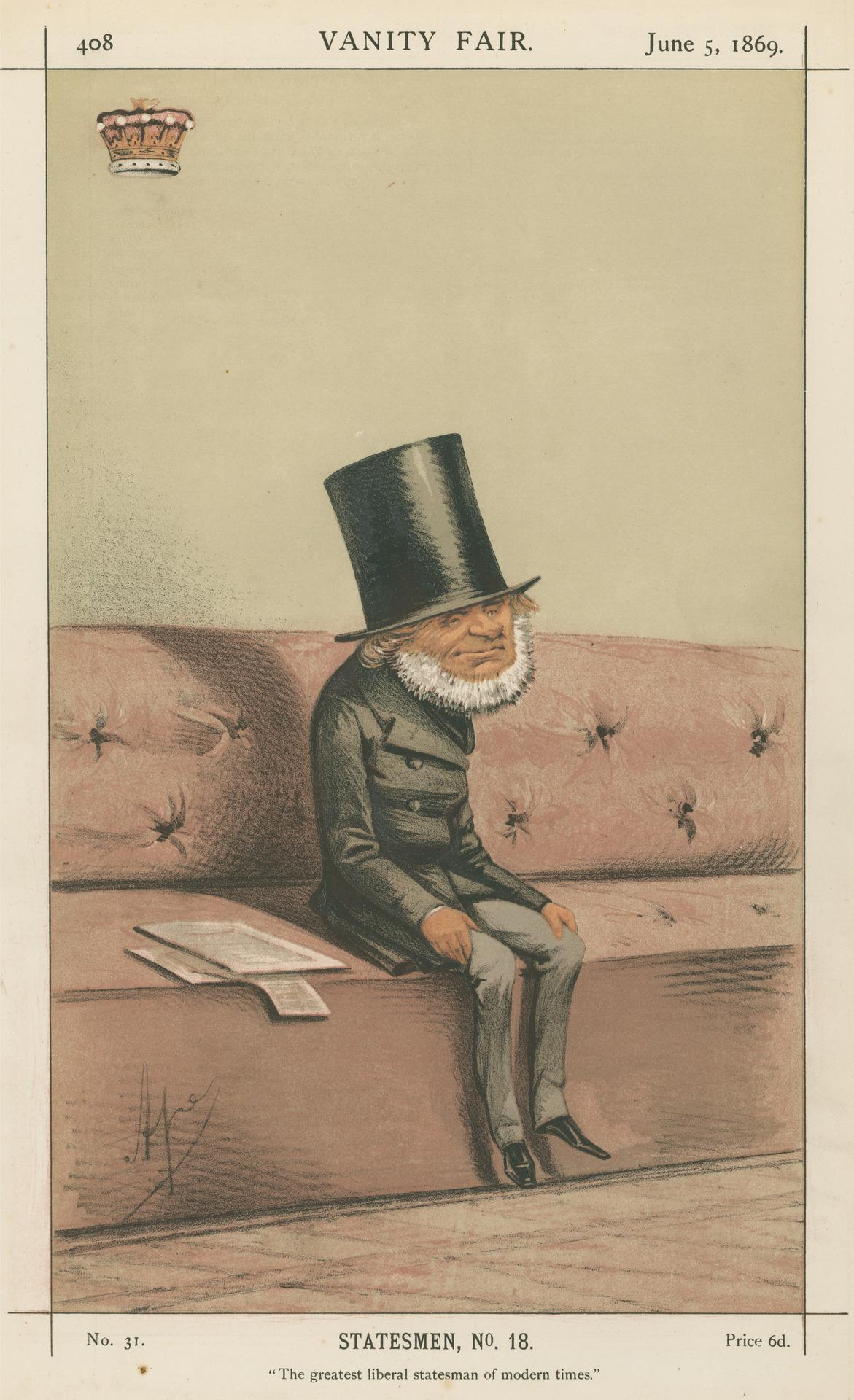
John Russell, I conte di Russell, Yale Center for British Art, New Haven
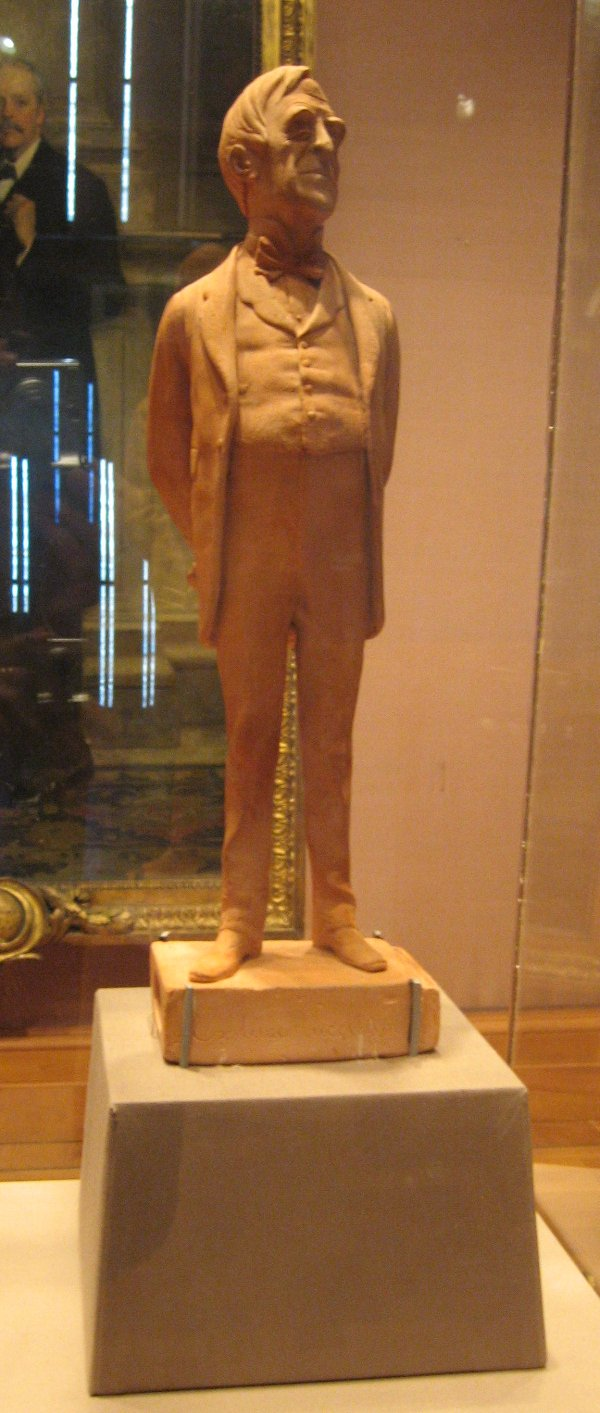
Statuetta in terracotta di Pellegrini di Robert Lowe, National Portrait Gallery, Londra
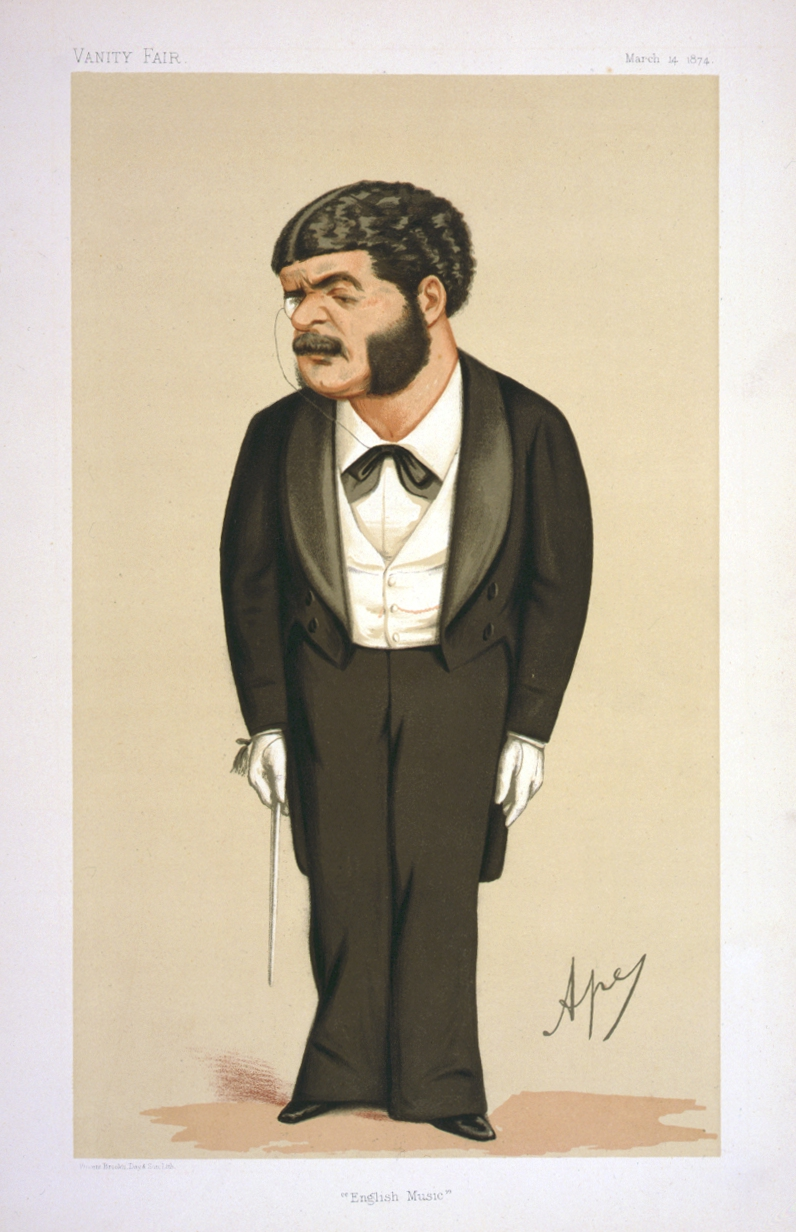
Arthur Sullivan
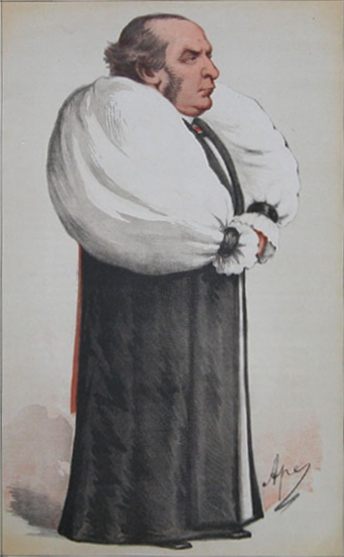
William Thomson, Arcivescovo di York
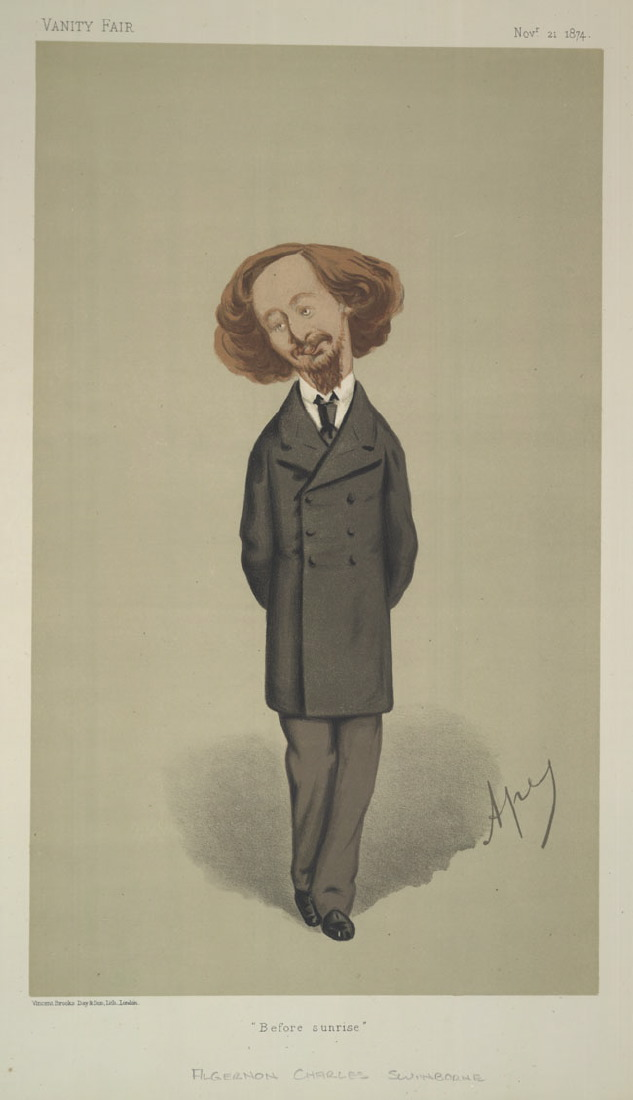
Algernon Charles Swinburne
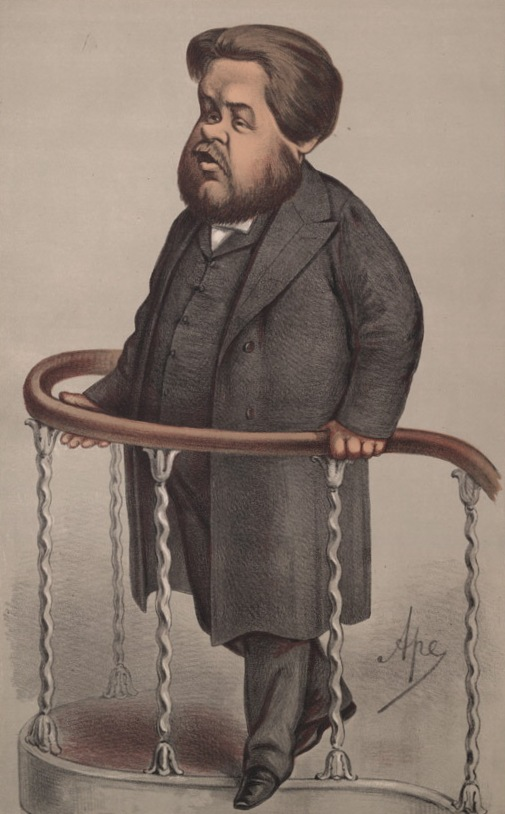
Charles Spurgeon
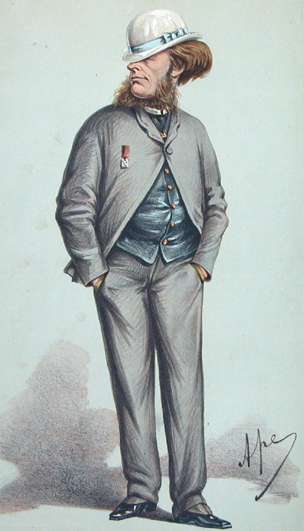
Francis Charteris, X conte di Wemyss
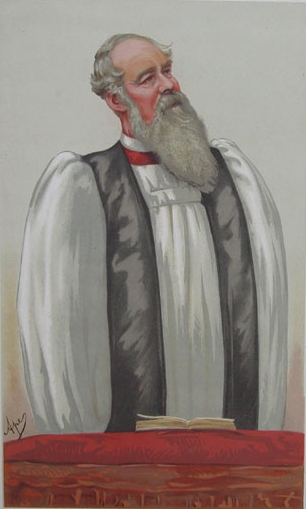
John Charles Ryle, primo vescovo anglicano di Liverpool